# Oscar Nilsson Tornborg
Oscar Nilsson Tornborg, född 1977, är en svensk poet. Nilsson Tornborg debuterade 2011 med diktsamlingen Vilse. Han har även medverkat i tidskrifterna Ord och Bild, Pequod och Lyrikvännen med flera.

### Diktsamlingar
- 2011 – Vilse (FEL förlag)
- 2012 – Undertexter (FEL förlag)
- 2016 – En dag har stormen redan dragit förbi (Sadura förlag)
- 2018 – Fältstudier (Opulens förlag)

### Medverkan
- 2013 – Klarnar du av Charlotte Qvandt (poesi, FEL förlag)